# Avitus
Eparchius Avitus  (385  – 457) là Hoàng đế Tây La Mã trị vì từ ngày 9 tháng 7 năm 455 cho đến ngày 17 tháng 10 năm 456. Xuất thân từ giới quý tộc gốc Gaul-La Mã, là một Nguyên lão Nghị viên và sĩ quan cấp cao trong cả chính quyền dân sự và quân sự, về sau bị viên Tổng tư lệnh quân đội Ricimer và tướng Maiorianus phế truất, bị đày đến Piacenza và được phong làm Giám mục ở nơi này.

## Tiểu sử